# Fürstlich Fürstenbergische Brauerei

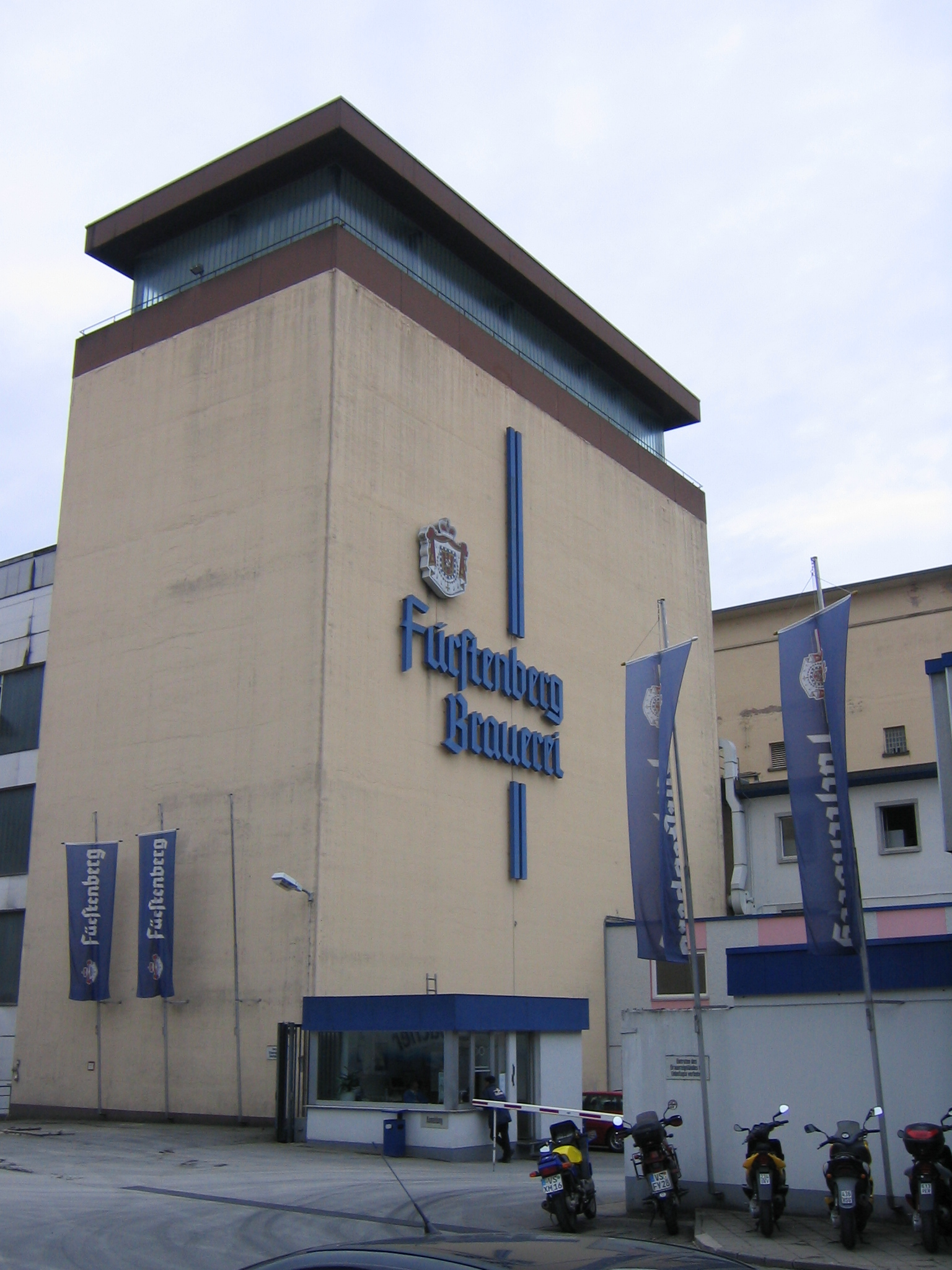
Brauerei

Die Fürstlich Fürstenbergische Brauerei GmbH & Co. KG braut in Donaueschingen verschiedene Biersorten. Dazu gehören Pils, Export, Helles, Radler und andere. Fürstenberg beliefert neben der Gastronomie auch Groß- und Einzelhändler vornehmlich im süddeutschen Raum.

## Geschichte

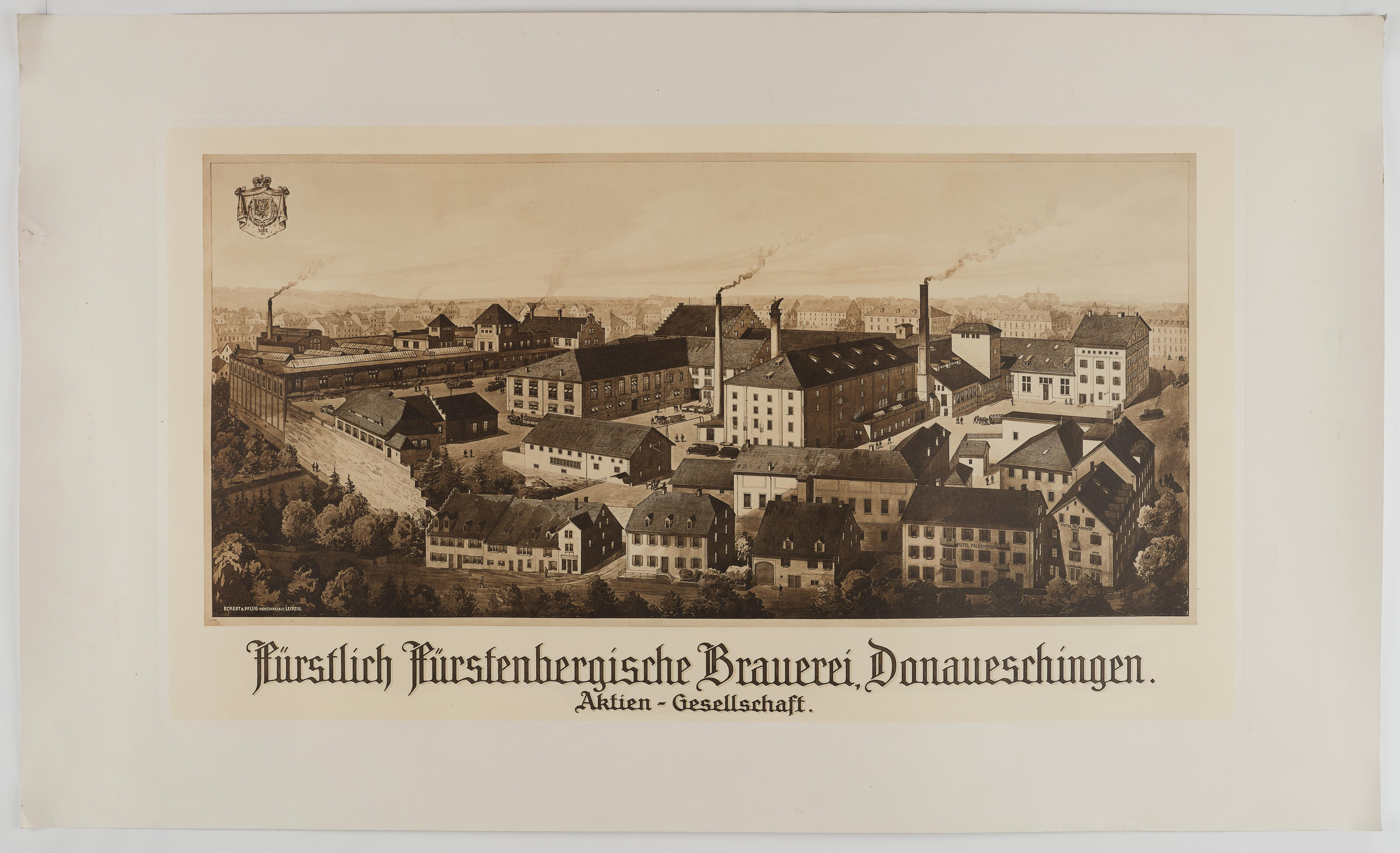
Fürstlich Fürstenbergische Brauerei, Plakat aus den 1920er Jahren

Am 18. Januar 1283 erhielt Graf Heinrich I. von Fürstenberg von König Rudolf I. von Habsburg die Grafschaft Baar als Lehen, womit auch das Brauprivileg auf ihn über ging. Bereits 1575 wurden in der Fürstenberg Brauerei zwei verschiedene Biersorten gebraut. Nachdem man 1700 wegen verschiedener Kriege sowie steigender Getreide- und Malzpreise die Arbeit der Brauerei für fünf Jahre niedergelegt hatte, wurde 1705 unter Fürst Anton Egon zu Fürstenberg wieder gebraut – überwiegend „Ordinaribier“ (obergäriges Weißbier) sowie Märzen- und Doppelbier.
Nachdem Fürst Joseph Wilhelm Ernst zu Fürstenberg 1723 seinen Herrschaftssitz nach Donaueschingen verlegt hatte, stieg auch die Nachfrage nach den Bieren. Darum wurde 1739 mit dem Neubau der Fürstenberg Brauerei begonnen. Seither hat sich der Standort der Brauerei nicht mehr verändert.
1801 wurde erstmals „Luftbier“, ein obergäriges Bier aus Weizen und Gerstenmalz, gebraut, das dem heutigen Weizenbier der Brauerei ähnlich ist. Zudem wird seither ausschließlich heimische Gerste verwendet. Damit pflegt die Fürstenberg Brauerei eine über 200-jährige Tradition, hauptsächlich Rohstoffe aus dem Süden Deutschlands zu beziehen.
Das Bier aus Donaueschingen wurde schon bald außerhalb des Fürstentums getrunken. Mit den ersten Eisenbahnen wurde das Bier 1868 bereits über größere Strecken ausgeliefert, beispielsweise in die Schweiz und nach Paris. Die Brauerei gehörte damit zu den ersten Versandbrauereien Deutschlands. Durch die Einführung eines Flaschenbier-Pasteurs im Jahre 1880 wurde das Flaschenbier erstmals pasteurisiert und damit deutlich haltbarer gemacht, sodass die Biere auch für weltweite Transportwege gerüstet waren.
Mit Josef Munz erhielt die Fürstenberg Brauerei 1884 einen neuen und sehr innovativen Braumeister. Zwei Jahre nach seinem Eintritt in die Brauerei gelang ihm die Herstellung einer Spezialität nach Wiener Brauart. Das goldgelbe „Salvator“ fand unter dem Namen „Danubia-Exportbier“ sogar in Brasilien seine Liebhaber.
1895 begann die Brauerei – wieder als eine der ersten in Deutschland – mit der Produktion eines Bieres Pilsener Brauart: das „Bohemia“, das später „Fürstenberg-Bräu hell“ und heute „Premium Pilsener“ genannt wird. Das Fürstenberg-Pilsener wurde 1900 von Kaiser Wilhelm II. zum „Tafelgetränk Seiner Majestät“ erhoben.
International bekannt wurden die Fürstenberg-Biere durch Verträge mit Transport- und Reiseveranstaltern. Bereits zu Beginn des 20. Jahrhunderts hatten die Schiffe der Hapag und des Norddeutschen Lloyd das Fürstenberg-Pilsener an Bord. Weitere Kunden waren die MITROPA, die Lufthansa und die Zeppelin-Reederei.
1988 führte die Fürstenberg Brauerei das „Fürstenberg Frei“ ein, eines der ersten alkoholfreien Biere Deutschlands.
Die Fürstenberg Brauerei übernahm im Mai 2000 die Riegeler Brauerei. Im gleichen Jahr war die Brauerei zum ersten Mal beim Cannstatter Volksfest mit einem Großzelt vertreten. Zuerst mit einem 5000 Plätze bietenden Zelt, betrieben durch den Festwirt Walter Weitmann, seit 2005 mit einem 4500 Plätze fassenden Zelt des Festwirts Peter Brandl.
Seit 2005 gehörte die Brauerei zur Brau Holding International AG, der heutigen Paulaner Brauerei Gruppe.

## Produkte

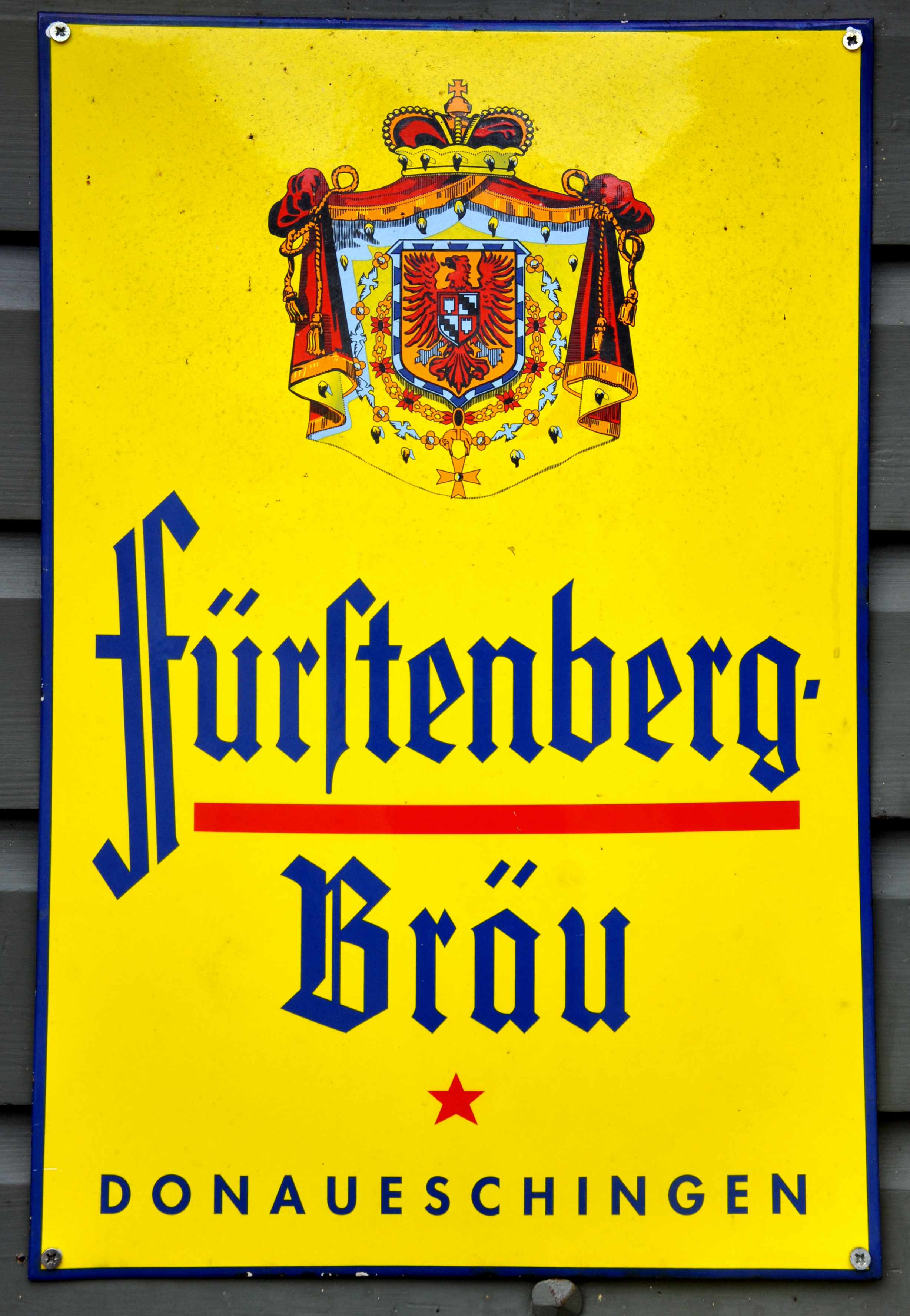
Historisches Werbeschild, Schriftzug noch mit langem ſ

Die Brauerei füllt in 0,33-Liter und 0,5-Liter-Flaschen sowie in 0,5-Liter-Dosen ab. Es werden folgende Biersorten angeboten (Stand November 2023):
- Fürstenberg Premium Pilsener
- Fürstenberg Pilsener 0,0 % Alkoholfrei
- Fürstenberg Original Export
- Fürstenberg Naturtrübes Helles
- Fürstenberg Hefeweizen Hell
- Fürstenberg Hefeweizen Dunkel
- Fürstenberg Kristallweizen
- Fürstenberg Natur Radler
- Fürstenberg Natur Radler 0,0 % Alkoholfrei
- Fürstenberg Zitrus Radler 0,0 % Alkoholfrei

Saisonale Biere
- Fürstenberg Winterbier
- Brauwerk-Spezialitäten

Riegeler Biere
- Riegeler Felsen Pils
- Riegeler Export
- Riegeler Landbier

Bilger Bier
- Bilger Stümple

Im April 2014 wurde das „Bilger Stümple“, ein mildgehopftes Helles in der 0,33-l-Steinieflasche auf den Markt gebracht, nachdem die Gottmadinger Brauerei Bilger 1968 von Fürstenberg gekauft und die Produktion 1976 nach Donaueschingen verlagert wurde.
Zusätzlich wird in Donaueschingen das Bären Pilsner der ehemaligen Schwenninger Bärenbrauerei (1797–1977) produziert.
Alle Biere werden nach dem deutschen Reinheitsgebot von 1516 gebraut. Im Jahr 2021 betrug das gesamte Absatzvolumen der Marke Fürstenberg 316 THL (Tausend Hektoliter).

## Sponsoring

### Musik
Fürstenberg unterstützt bzw. unterstützte verschiedene Festivals wie das ehemalige Bang-Your-Head-Festival in Balingen, das Zelt-Musik-Festival in Freiburg oder die Donaueschinger Musiktage.

### Sport
Das Unternehmen ist Sponsor der Eishockeymannschaft Schwenninger Wild Wings. Außerdem wird das Reitturnier CHI Donaueschingen, der Schwarzwaldpokal in Schonach und das ebenfalls dort stattfindende Weltcup-Finale der Nordischen Kombination unterstützt.

### Fasnet
Fürstenberg engagiert sich bei regionalen Kulturveranstaltungen und fördert das lebendige Brauchtum wie die Fasnet. Dazu werden die Flaschen diverser Produkte als „Fasnetbier“ vermarktet: Das Design des Etiketts ändert sich jedes Jahr, indem jeweils eine Fasnetsfigur zweier Narrenzünfte der Region abgebildet werden. Ergänzt werden die Figuren um Terminankündigungen von Narrentreffen der abgebildeten Zünfte, die in der jeweiligen Fasnetssaison stattfinden. Fürstenberg tritt bei diesen Veranstaltungen meist als Hauptsponsor und exklusiver Bierlieferant auf.